# Communauté urbaine
Communauté urbaine (česky městské společenství ) je ve Francii označení pro svaz obcí v aglomeracích velkých měst. K 1. lednu 2012 existovalo ve Francii 15 communauté urbaine se 7,2 milióny obyvatel.

## Historie
Communauté urbaine zavedl zákon 66-1069 z 31. prosince 1966 pro několik měst, které měly velké aglomerace (Bordeaux, Lille, Lyon a Štrasburk). Postupně přibyla communauté urbaine pro města Dunkerk (1968), Le Creusot a Cherbourg-Octeville (1970), Le Mans (1972) a Brest (1973).
Zákon č. 95-1350 z 30. prosince 1995 upravoval vznik společenství, na jehož základě vznikla communauté urbaine Nancy (1996), Alençon (1997) a Arras (1998).
Další změna zákona přišla 12. července 1999, která umožňovala vznik communauté urbaine pouze pro území s minimálním počtem 500 000 obyvatel.
V roce 2000 vzniklo communauté urbaine pro města Marseille, 2001 Nantes a v roce 2008 Nice a Toulouse.
Podle zákona č. 2010-1563 z 16. prosince 2010 o reformě územních společenství, který zavádí typ společenství métropole, je možné přeměnit communauté urbaine na métropole, pokud má společenství minimální počet 500 000 obyvatel. Této možnosti využilo jako první Communauté urbaine Nice Côte d'Azur, které se 31. prosince 2011 přeměnilo na společenství Métropole Nice Côte d'Azur.

## Orgány
Communauté urbaine je řízena radou společenství (conseil communautaire nebo conseil de communauté), kterou tvoří městští radní z členských obcí.
Od komunálních voleb v roce 2014 budou zástupci z obcí nad 3500 obyvatel do rady společenství voleni přímo v rámci obecních voleb. Zástupci menších obcí budou i nadále vybíráni a voleni členy obecních zastupitelstev.

## Kompetence
Pravomoci, které mohou obce přenést na communauté urbaine vymezuje zákon:
- rozvoj a plánování v ekonomické, sociální a kulturní oblasti
- meziobecní plánování (územní plánování), hromadná doprava
- správa sociálního bydlení
- bezpečnost ve městech
- veřejné služby (pitná voda, čistírny, hřbitovy, jatka, velkoobchod)
- ochrana životního prostředí (nakládání s odpadem, opatření proti znečištění ovzduší, opatření proti nadměrné hlučnosti)

Ve spolupráci s departementem může communauté urbaine vykonávat rovněž část sociální pomoci.